# Vancicăuți, Edineț
Vancicăuți este un sat din cadrul comunei Cepeleuți din raionul Edineț, Republica Moldova.

## Demografie

### Structura etnică
Structura etnică a satului conform recensământului populației din 2004:
| Grup etnic         | Populație | % Procentaj |
| ------------------ | --------- | ----------- |
| Moldoveni / Români | 76        | 96,2%       |
| Ucraineni          | 2         | 2,53%       |
| Ruși               | 1         | 1,27%       |
| Total              | 79        | 100%        |